# This Is England '88
This Is England '88 est une mini-série télévisée britannique de trois épisodes, écrite par Shane Meadows et Jack Thorne, et réalisée par Meadows. Adaptation télévisuelle du film This Is England sorti en 2006, elle fait suite à la série This Is England '86. Elle est diffusée pour la première fois sur la chaîne de télévision Channel 4 entre le 13 et le 15 décembre 2011.

## Production
Après le tournage de This Is England et de sa première adaptation télévisuelle, le réalisateur Shane Meadows envisage de tourner une suite se déroulant en 1990. Il estime néanmoins que la différence de ton entre la série This Is England '86 et le début de cette suite nécessite la création de nouveaux épisodes de transition, dont l'action sera située en 1988.
En janvier 2011, la chaîne publique britannique Channel 4 confirme qu'elle diffusera la suite de This Is England '86 durant les fêtes de fin d'année. La série est commanditée par Camilla Campbell, qui dirige le département fiction de Channel 4. Le tournage de This Is England '88 doit débuter au printemps. La nouvelle mini-série est produite par Mark Herbert de la société de production indépendante Warp Films.
La série est tournée par Shane Meadows avec une caméra vidéo digitale Red One et une caméra 35mm Sony PMW-F3 de la gamme CineAlta (en).

## Thématique
Selon le réalisateur, le film This Is England décrit l'été 1983 durant lequel il a rejoint le mouvement skinhead et la première mini-série conte la vie de ses personnages lors d'un été marqué par le déroulement d'une coupe du monde de football. Contrairement aux projets précédents, This Is England '88 n'est pas lié à un événement particulier et est centré uniquement sur les personnages (« This is the only one that I could get made that's just about the people. »).

## Réception
La critique du Daily Telegraph estime que la mini-série a représenté l'événement télévisuel de l'année 2011 (« Shane Meadows's […] mini-series […] was undoubtedly the TV event of 2011. »). Celui du quotidien The Independent la trouve convaincante, tout en avouant son irritation croissante devant son côté misérabiliste (« But compelling though Meadow's nascent franchise remains, I can't help finding its increasingly miserabilist trajectory increasingly irritating. »).
En mai 2012, This Is England '88 reçoit le prix de la « meilleure mini-série dramatique » lors de la 59e cérémonie des British Academy Television Awards.

## Distribution
- Vicky McClure : Lol
- Joseph Gilgun : Woody
- Andrew Shim (en) : Milky
- Thomas Turgoose : Shaun
- Rosamund Hanson (en) : Smell
- Stephen Graham : Combo
- Michael Socha : Harvey
- Chanel Cresswell (en) : Kelly
- Johnny Harris (en) : Mick
- Joe Dempsie : Higgy
- Danielle Watson : Trev
- Charlotte Tyree : Fay